# IIHF U20 Challenge Cup of Asia 2020
IIHF U20 Challenge Cup of Asia 2020 byl v tomto ročníku stejně jako v předchozím roce rozdělen do dvou výkonnostních turnajů podle výsledků  předchozího ročníku, přičemž elitní skupina i divize I měly po pětí účastnících. Turnaj byl naplánovan na termín od 10. do 16. února 2020 do Bangkoku v Thajsku. Následně byl zrušen z důvodu pandemie covidu-19.

## Výsledky

### Top divize
| Malajsie                | vítěz z roku 2019                                          |
| Filipíny                | 3. místo v roce 2019                                       |
| Spojené arabské emiráty | 4. místo v roce 2019                                       |
| Thajsko                 | vítěz Divize I v roce 2019 (postup do elitní skupiny)      |
| Mongolsko               | 2. místo v Divizi I v roce 2019 (postup do elitní skupiny) |

### Divize I
| Indonésie | 3. místo v Divizi I v roce 2019 |
| Kuvajt    | 4. místo v Divizi I v roce 2019 |
| Indie     | 5. místo v roce 2018            |
| Singapur  | nováček                         |
| Macao     | nováček                         |